# CA Nueva Chicago
A CA Nueva Chicago egy argentin labdarúgócsapat Mataderos városában. A egyesületet 1911. július 1-jén alapították. A klub jelenleg a másodosztályban szerepel és a 28 500 néző befogadására alkalmas Estadio Nueva Chicagoban játssza hazai mérkőzéseit. A klub egyszer nyerte meg a Copa de Competencia Jockey Clubot.

## Sikerek
Copa de Competencia Jockey Club
- Győztes (1): 1933
- Döntős (1): 1921

## Jelenlegi keret
2023. január 4. szerint.
| #  |     | Poszt | Név                                                         |
| -- | --- | ----- | ----------------------------------------------------------- |
| 1  | ARG | K     | Daniel Monllor                                              |
| 2  | ARG | V     | Lucas Vesco                                                 |
| 3  | ARG | V     | Tobías Ostchega (kölcsönben a Belgrano csapatától)          |
| 4  | ARG | V     | Gustavo Mendoza                                             |
| 5  | ARG | KP    | Gaspar Vega                                                 |
| 6  | ARG | V     | Facundo Monteseirín                                         |
| 7  | ARG | KP    | Esteban Obregón (kölcsönben az Estudiantes (LP) csapatától) |
| 8  | ARG | KP    | Leonardo López                                              |
| 9  | ARG | CS    | Aaron Spetale (kölcsönben az Estudiantes (LP) csapatától)   |
| 10 | ARG | CS    | Agustín Curruhinca (kölcsönben a Huracán csapatától)        |
| 11 | ARG | KP    | Ezequiel Gallegos                                           |
| 12 | ARG | K     | Facundo Ferrero (kölcsönben a Sarmiento csapatától)         |
| 13 | ARG | V     | Juan Manuel Fedorco                                         |
| 14 | ARG | V     | Brayan Sosa                                                 |
| 15 | ARG | KP    | Diego Mercado                                               |
| 16 | ARG | V     | Julián Gauna                                                |
| 17 | ARG | KP    | Gastón Ada                                                  |
| 18 | ARG | KP    | Matías Bergara                                              |

| #  |     | Poszt | Név                                                       |
| -- | --- | ----- | --------------------------------------------------------- |
| 19 | URU | CS    | Maximiliano Brito                                         |
| 20 | ARG | CS    | Ezequiel Naya (kölcsönben az Estudiantes (LP) csapatától) |
|    | ARG | V     | Lautaro Amarilla                                          |
|    | PER | KP    | Gonzalo Aguirre                                           |
|    | ARG | KP    | Fabricio Brener (kölcsönben a Belgrano csapatától)        |
|    | ARG | KP    | Franco Cáceres                                            |
|    | ARG | K     | Juan Cruz Carranza                                        |
|    | ARG | KP    | Román Digión                                              |
|    | ARG | CS    | Gastón Espósito                                           |
|    | ARG | KP    | Gustavo Fernández                                         |
|    | ARG | CS    | Lautaro Ortega                                            |
|    | ARG | CS    | Catriel Quinteros                                         |
|    | ARG | KP    | Nahuel Rivero                                             |
|    | ARG | KP    | Tomás Rodríguez                                           |
|    | ARG | KP    | Luciano Romero                                            |
|    | ARG | V     | José Tomino (kölcsönben a Sarmiento csapatától)           |
|    | ARG | CS    | Ignacio Zanzi                                             |

## Fordítás
Ez a szócikk részben vagy egészben  a   Club Atlético Nueva Chicago című angol Wikipédia-szócikk fordításán alapul.  Az eredeti cikk szerkesztőit annak laptörténete sorolja fel. Ez a jelzés csupán a megfogalmazás eredetét és a szerzői jogokat jelzi, nem szolgál a cikkben szereplő információk forrásmegjelöléseként.